# Coptodon camerunensis
Coptodon camerunensis es una especie de peces de la familia Cichlidae en el orden de los Perciformes.

## Morfología
Los machos pueden llegar alcanzar los 13,6 cm de longitud total.

## Distribución geográfica
Se encuentran en África: ríos  Meme y  Mungo (oeste del Camerún ).